# Adramelech: Book of Angels Volume 22

Adramelech : Book of Angels volume 22 est un album de compositions de John Zorn arrangées par le guitariste Jon Madof et jouées par Zion80, un groupe dirigé par Jon Madof, qui marie musique juive et afrobeat façon Fela Anikulapo Kuti.

## Titres
| No | Titre    | Durée |
| -- | -------- | ----- |
| 1. | Araziel  | 7:14  |
| 2. | Sheviel  | 5:48  |
| 3. | Metatron | 9:05  |
| 4. | Shamdan  | 7:16  |
| 5. | Kenunit  | 10:37 |
| 6. | Caila    | 4:21  |
| 7. | Lelahiah | 6:00  |
| 8. | Nehinah  | 5:55  |

## Personnel
- Shanir Ezra Blumenkranz - basse
- Matt Darriau - saxophone alto, kaval, clarinette
- Yoshie Fruchter - guitare
- Frank London - trompette
- Jessica Lurie - saxophone baryton, flute
- Jon Madof - guitare
- Brian Marsella - claviers
- Greg Wall - saxophone ténor
- Yuval Lion - batterie
- Zach Mayer -  saxophone baryton
- Mauro Refosco - percussion
- Marlon Sobol - percussion